# Seznam komorních skladeb W. A. Mozarta
Mezi skladbami komorní tvorby Wolfganga Amadea Mozarta (1756–1791) jsou jak díla jednoduchá, skládaná obvykle na objednávku pro domácí muzicírování nebo jako dar hostiteli i díla významná (ne třeba rozsahem, ale zpracováním, např. některá divertimenta). Tak jako snad ve všech oblastech tvorby skladatele, i zde se najde vyslovený „hit“ – Malá noční hudba KV 525, nebo vtípek skladatele na neschopnost některých jeho kolegů např. Hudební žert KV 522.
Zde jsou obsažena příslušná díla podle Köchelova seznamu.

## Seznam komorních skladeb W. A. Mozarta
| KV    | název |
| ----- | --- |
| 32    | Quodlibet „Galimathias Musicum“ pro SATB, 2 hoboje, 2 lesní rohy, [fagot], smyčce a obligátní cembalo D dur |
| 61g,I | Symfonický menuet pro 2 flétny, 2 housle, violu a bas A dur                                                 |
| 62    | Pochod užívaný s kasací pro operu „Mitridate“, 2 hoboje,2 lesní rohy, 2 trumpety, tympány, smyčce D dur     |
| 63    | Kasace (Finalmusik) pro 2 hoboje, 2 lesní rohy a smyčce G dur                                               |
| 65a   | 7 menuetů pro smyčce, 2 housle a basso continuo                                                             |
| 99    | Kasace pro 2 hoboje, 2 lesní rohy a smyčce B dur                                                            |
| 113   | Divertimento č. 1 Es dur                                                                                    |
| 131   | Divertimento č. 2 D dur                                                                                     |
| 136   | Divertimento D dur                                                                                          |
| 137   | Divertimento B dur                                                                                          |
| 138   | Divertimento F dur                                                                                          |
| 166   | Divertimento č. 3 Es dur                                                                                    |
| 186   | Divertimento č. 4 B dur                                                                                     |
| 187   | Divertimento č. 5 C dur                                                                                     |
| 188   | Divertimento č. 6 C dur                                                                                     |
| 196e  | Divertimento Es dur                                                                                         |
| 196f  | Divertimento B dur                                                                                          |
| 205   | Divertimento č. 7 D dur                                                                                     |
| 213   | Divertimento č. 8 F dur                                                                                     |
| 240   | Divertimento č. 9 B dur                                                                                     |
| 247   | Divertimento č. 10 F dur                                                                                    |
| 251   | Divertimento č. 11 D dur                                                                                    |
| 252   | Divertimento č. 12 Es dur                                                                                   |
| 253   | Divertimento č. 13 F dur                                                                                    |
| 254   | Divertimento (trio pro klavír, housle, violoncello) B dur                                                   |
| 270   | Divertimento č. 14 B dur                                                                                    |
| 287   | Divertimento č. 15 B dur                                                                                    |
| 288   | Divertimento F dur                                                                                          |
| 289   | Divertimento č. 16 Es dur                                                                                   |
| 439b  | Divertimento pro 2 basetové rohy(neznám číslo)v G duru                                                      |
| 334   | Divertimento „Robinig von Rottenfeld“ č. 17 D dur                                                           |
| 522   | Divertimento pro smyčcové kvarteto a 2 lesní rohy „Hudební žert“ F dur                                      |
| 525   | Serenáda pro smyčcový kvartet a basu („Malá noční hudba“) G dur                                             |